# La carga de la caballería roja
La carga de la caballería roja es un cuadro del pintor Kazimir Malévich, realizado entre 1928 y 1932, que se encuentra en el Museo Estatal Ruso de San Petersburgo, Rusia.
El cuadro del fundador del suprematismo durante largo tiempo fue la única obra abstracta del pintor reconocida por la historia del arte soviético oficial, al contribuir a la imagen de la Revolución de Octubre.

## Descripción de la obra
La imagen se divide en tres partes: el cielo, la tierra y el pueblo (la caballería en rojo). La relación entre la anchura de los cielos y de la tierra guarda la proporción de 0.618 (la proporción áurea). La caballería la forman tres grupos de cuatro jinetes. La tierra se divide en 12 colores.
En la firma del pintor, la obra se fecha en "el año 18", con una posible intención propagandista, aunque otras opiniones aluden a la fugacidad de la utópica revolución rusa. 